# Caneda (La Coruña)
Caneda es una aldea española situada en la parroquia de Loureda, del municipio de Boqueijón, en la provincia de La Coruña, Galicia.

## Demografía
| Gráfica de evolución demográfica de Caneda entre 2000 y 2018 |
|                                                              |
| Datos según el nomenclátor publicado por el INE.             |